# Tipula bucera
Tipula bucera är en tvåvingeart som beskrevs av Alexander 1927. Tipula bucera ingår i släktet Tipula och familjen storharkrankar. Inga underarter finns listade i Catalogue of Life.